# Brunvänster
Brunvänster är en politisk term. Den användes av journalisten Maciej Zaremba i en debattartikel i Dagens Nyheter 2003, där han anklagade tidskriften Ordfront magasin för att i flera redaktionella artiklar ha förnekat eller förminskat serbiska illdåd som begåtts under Jugoslaviska krigen.